# (8113) Matsue
(8113) Matsue ist ein Asteroid des inneren Hauptgürtels, der am 21. April 1996 von den Astronomen Robert McNaught und Hiroshi Abe an der Sternwarte in Yatsuka (IAU-Code 367) in Japan entdeckt wurde.
Der Asteroid wurde nach der japanischen Stadt Matsue in der Präfektur Shimane im westlichen Teil von Honshū, der Hauptinsel von Japan benannt, zu deren  Stadtbild neben Tempeln die historische Burg Matsue (im Jahre 1611 während der Tokugawa-Zeit erbaut) mit ihren umfangreichen Kanalanlagen gehört.